# Dialetti della Puglia
I dialetti della Puglia, storicamente parlati nell'attuale regione amministrativa, non formano una compagine omogenea: infatti i dialetti parlati nei settori centro-settentrionali della regione rientrano nel gruppo meridionale intermedio, mentre i dialetti salentini, parlati nella parte meridionale della regione, appartengono al gruppo meridionale estremo.
Il tratto principale che separa i suddetti due gruppi italoromanzi pugliesi è il trattamento delle vocali atone, ossia non accentate, soprattutto in posizione post-tonica: in molti dei dialetti alto-meridionali queste subiscono il noto mutamento in /ə/ (vocale popolarmente definita “indistinta” e trascritta solitamente come "e"), mentre ciò non accade nel gruppo salentino né negli altri dialetti dell'italoromanzo meridionale estremo. Si tratta della stessa divisione che intercorre fra Calabria settentrionale e Calabria centro-meridionale, e dunque – nell'insieme – fra il gruppo italoromanzo meridionale intermedio e il gruppo italoromanzo meridionale estremo: molto più a nord, la diversità sistematica forma anche il confine con i dialetti italiani mediani. Tale affievolimento delle vocali non accentate comporta delle ripercussioni sui fatti morfologici, ad esempio sulle variazioni di genere o di numero dei sostantivi (mediante il fenomeno della metafonesi) nonché sulla coniugazione dei verbi.
Lungo la linea di demarcazione fra italoromanzo meridionale intermedio e italoromanzo meridionale estremo potrebbero sussistere dialetti di transizione come il tarantino, ma è più probabile che questi (come altri "ibridi" distribuiti qua e là nella penisola italiana) rientrino nell'una o nell'altra lingua.
Infine esistono in Puglia isole linguistiche arbëreshë, grecaniche e francoprovenzali, che sono però da considerarsi alloglotte (ossia parlate non-italiche).

## Gruppo dei dialetti alto-meridionali

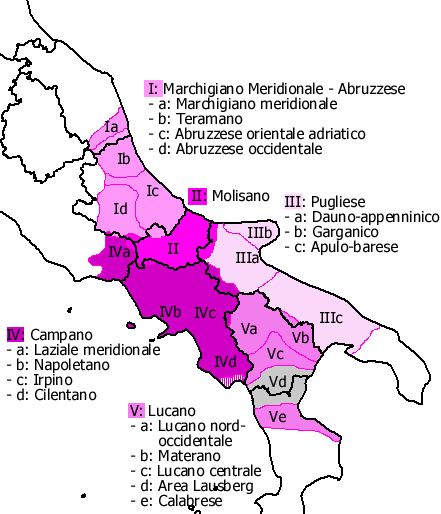
I dialetti pugliesi (III) nel sistema dei meridionali intermedi

L'insieme dei dialetti italiani meridionali era detto anche pugliese, almeno finché con Puglia si intese l'omonimo ducato medievale, poi confluito nel regno di Sicilia.
Secondo una classificazione ormai consolidata sin dagli ultimi decenni del XIX secolo, il territorio dei dialetti alto-meridionali si estende dall'Adriatico al Tirreno e allo Jonio, e più precisamente dal corso del fiume Aso, a nord (nelle Marche meridionali, fra le provincie di Ascoli Piceno e Fermo), fino a quello del fiume Coscile, a sud (nella Calabria settentrionale, provincia di Cosenza), e da una linea che unisce, approssimativamente, il Circeo ad Accumoli a nord-ovest, fino alla strada Taranto-Ostuni a sud-est.
A questo gruppo appartengono i dialetti della Puglia centro-settentrionale i quali, da un punto di vista storico-geografico, possono suddividersi in dialetti della Daunia (o Capitanata) e dialetti della Terra di Bari (approssimativamente l'antica Peucezia), cui vanno aggiunti quelli dell'area di transizione verso il dialetto salentino.
Nei dialetti della Puglia centro-settentrionale il vocalismo appare piuttosto ampio e variegato: se in sillaba atona compare assai spesso la vocale centrale media (scevà) /ə/, in sillaba tonica compare talora la vocale centrale chiusa /ɨ/; tuttavia, poiché la differenza tra le due vocali centralizzate non ha valore distintivo (dipende unicamente dalla presenza o meno dell'accento tonico), entrambe vengono solitamente trascritte "e", "o", "ë" oppure "ə", mentre si suole porre un accento circonflesso sulla vocale etimologica (esempio: "la casa" → 'a câsə; mentre in altri dialetti "egli vuole" → (j)issə vôlə; "il pino" → 'u pînë).
Le vocali atone che seguono la sillaba accentata (ma spesso anche quelle che la precedono) assumono normalmente il suono breve e indistinto dello scevà: felìscene [fəlìšənə] "fuliggine", mènele [mènələ] "mandorla". Si conserva solo la a in protonìa (la figghia iròsse "la figlia grande") e in genere la u e la i finali nei soli aggettivi dimostrativi (cuddu cavadde "quel cavallo", quissi stracurse "questi discorsi"). Le vocali toniche, se le parole latine d'origine terminano in -U, vanno incontro a chiusura (metafonia) o a dittongazione. Per cui la O diventa u (feleture FULTORIU "turacciolo") o úə (fúeche FOCU "fuoco") e la E diventa i (acite ACETU) o íə (víerne (HI)BERNU 'inverno'). Lo stesso accade se la parola latina o postlatina termina in -I: sole "sola -e" ma sule SOLI, bbone "buona -e" ma bbúene BONI, frédde "fredda -e" ma fridde FRIG(I)DI "freddi", péde "piede" ma píede PEDES "piedi". Sarà la metafonia che – dato l'affievolirsi delle finali – permetterà di distinguere il genere (bbone - bbúene, fredde - fridde) e il numero (pede - píede, mese - mise) di molti nomi e aggettivi, così come le persone dei verbi (corre "corro", curre "corri").
L'affievolirsi delle vocali atone finirà per accentuare ulteriormente le vocali toniche che andranno incontro ad allungamento e al cosiddetto frangimento vocalico, con la produzione di dittonghi caratteristici dei singoli centri, come (Mattinata) pèipe "pepe", (Peschici) sàire "sera", (Cerignola) scòupe "scopa", (Molfetta) sàete "seta", (Bitonto) rèupe "rapa", meddòiche "mollica", nàuce "noce", lìuce "luce".
I dialetti dauni e quelli centrali, diversamente dai dialetti salentini, prepongono una i, detta prostetica, alla vocale iniziale: (Carlantino) iéve mórte e (Casamassima) iére muérte "era morto". Costante è poi l'inserimento (anaptissi) di una e tra consonante e semiconsonante: cumbassejòne "compassione".
Il verbo "andare", antico italiano "gire" (*jire, dal lat. IRE), nel foggiano può essere iì, come in Molise, Lucania e Campania: (Torremaggiore) ce n'è iute "se n'è andato", (Vico del Gargano) ce ne iò "se n'andò"; oppure scì [šì]. La forma scì si ha soltanto nella fascia periferica orientale e meridionale della Daunia (Vieste, Monte Sant'Angelo, Trinitapoli, Cerignola, Candela, Sant'Agata di Puglia). Il barese ha solo la forma scì, esito presente anche in tutto il Salento (scìre, scèri). Come scì si comportano anche parole tipo scínere (con metatesi nell'area murgiana in scìrene) (lat. GENERU), fusce (lat. FUGERE), scetté "gettare", mascèise "maggese".
Nel nord Gargano si dice auzà "alzare" (lat. *altiare), nell'area della transumanza avezà, nel settore dauno-irpino alezà, e in Terra di Bari ialzè. Il latino basiare "baciare" diventa vascià [vašà] nel nord Gargano, bacé nel Tavoliere e vasà o vasé nel resto della Puglia.
Il pronome dimostrativo "quello" (lat. eccum illum) suona quélle, quille, quédde, quidde in tutta la Daunia, tranne nei dialetti garganici meridionali (cudde, códde). I dialetti centrali hanno forme del tipo cudde, meno diffusamente curre
In tutta la Puglia centro-settentrionale si dice quanne "quando" e la n sonorizza la consonante che la segue: angóre "ancora", penzà "pensare", lundane "lontano", ngandà "incantare", cambagne "campagna". I nessi consonantici -MB- e -NV- danno origine a -mm-: jamme "gamba", cummènde "convento.
I gruppi consonantici latini -CL-, -PL- e -TL-, come in tutto il Meridione, danno chi: acchià (lat. *oculare) "trovare", chiove (< pluere) "piovere", sicchie, da sit(u)la, "secchia".
La -LL- si conserva nei settori centro-settentrionali del Subappennino e del Tavoliere (níelle "anello", vetíelle "vitello"), mentre si pronuncia -dd- nel Gargano (stadde "stalla"), in buona parte dei monti Dauni e nell'area meridionale del Tavoliere, così come nell'apulo-barese e nelle province di Brindisi e Taranto, dove però, come nel leccese, in alcuni centri viene pronunciata con la lingua retroflessa.
La G- di "grosso" si conserva in tutta la Puglia centro-settentrionale, tranne nel nord della Daunia (ròsse), come nella vicina Campania, mentre a Monte Sant'Angelo, a Mattinata, a Crispiano, come in vari centri del materano, si trasforma in i (iruésse).
Al tratto tra Manfredonia e Bari grosso modo corrisponde buona parte della Campania e della Lucania centro-settentrionale, oltre che per la distinzione fra genere maschile e neutro, per il rafforzamento fonosintattico determinato dall’articolo femminile plurale e dall’articolo neutro, nonché da altre cogeminanti. Ma, mentre in Campania il raddoppiamento in dipendenza dei suddetti articoli è un fenomeno caratteristico e vivace, sul versante adriatico esso tende sensibilmente a regredire.
Nel Gargano, limitatamente a Monte Sant’Angelo e a Mattinata, esso è tuttora ben presente. L’articolo femminile plurale (i / li), a differenza dell’articolo maschile plurale, formalmente identico, determina rafforzamento, distinguendo il genere: i cuggine “i cugini” - i ccuggìne “le cugine”, i figghie “i figli” - i ffigghie “le figlie”, i mule “i muli” - i mmule “le mule”. Allo stesso modo l’articolo neutro, formalmente identico al maschile singolare: lu rrusse “il (colore) rosso”, è diverso da lu russe “l’uomo dai capelli rossi”. Il neutro caratterizza i nomi non pluralizzabili: u mméle “il miele”, u ffòrte “il (gusto del) piccante”, lu mmangé “il mangiare, il cibo”. E ancora, con altre cogeminanti: ssu ppéne “questo pane”, atu ppéne “altro pane”; cché bbèlli ppaténe “che belle patate”, qualli ccarte? “quali carte?”.
Man mano che si procede verso Bari il rafforzamento fonosintattico tende a recedere e i centri che lo presentano si alternano a quelli che non lo presentano. Così Manfredonia ne è sprovvisto e Trinitapoli ne è in gran parte privo. A Bari ci sono u ffírre “il ferro”, u ssale “il sale”, u mmì “il mio, ciò che è mio”. Ma il fenomeno tende a scomparire. Così ormai si dice u sànghe, mentre il neutro rimane cristallizzato nella locuzione scettà u ssanghe da nganne (‘gettare il sangue dalla gola’) “dar fondo a tutte le proprie forze”. A Minervino Murge tra le parole che sopravvivono ci sono re llarde "il lardo" e re ssíere "il siero".
I dialetti della Puglia centro-settentrionale non usano il futuro romanzo CANTARE-HABEO “canterò”, ma, come in altre varietà italoromanze meridionali, una forma perifrastica in cui è però insito anche il senso di “dovere”, un po' come succede in inglese con il "to have to"; il futuro viene quindi usato come forma epistemica. Questa forma è usata nel Gargano sud e a pezzi anche nel Tavoliere solo per indicare la probabilità di un’azione, la sua supposizione: varrà dumânë "andrà domani/forse ci va domani" (Torremaggiore), starradde durmènne “starà dormendo”, ossia “forse sta dormendo”, sciarradde cré “forse andrà domani”.
Il futuro perifrastico si forma con HABEO (éi, é, agge in Daunia, ea nel Gargano, agghie in Terra di Bari e aggiu, agghiu nel Salento), la preposizione “da” o “a” e l’infinito: éja purté “porterò”, a da iì “andrai, devi andare” in Daunia; a da purtà “porterai”, av'a purtà “porterà”, on a purtà "porteranno" a Trani o ad Altamura; aggiu amare “amerò” a Lecce, dove “a” è caduto per elisione.

### Dialetti della Daunia
Se ne distinguono due tipologie fondamentali: quella settentrionale (a nord della linea San Severo-Peschici) e quella meridionale (a sud dalla linea Lucera-Vieste). Nell'area appenninica il confine tra i dialetti dauno-sannitici (a nord) e quelli dauno-irpini (a sud) è costituito dalla linea Salerno-Lucera, a cavallo della quale insiste l'isola linguistica dell'alta Valmaggiore, popolata dalla locale minoranza francoprovenzale.
Nell'area settentrionale, come in Abruzzo e Molise, la "testa" è detta còccia o còcce < lat. COCHLEA "chiocciola", nella meridionale invece si chiama càpe, chépe < lat. CAPUT come nel barese e nel garganico.
Il lessico dei dialetti pugliesi, e della Daunia in particolare, presenta svariate parole di origine araba, che in parte si diffusero dalla Sicilia durante la dominazione araba (VIII-XI secolo), in parte giunsero attraverso la Spagna e in parte sono da attribuire ai musulmani che Federico II deportò dalla Sicilia a Lucera: arracamà [ar. raqama] "ricamare", arrassà (ar. arrada "allontanare", bbardasce (ar. bardag' "ragazzo", (Gargano sud) chéme (ar. hama "pula", (Manfredonia) màzzere ar. ma'sara "mazzera", sciàbbeche ar. sciabaca "tipo di rete da pesca", tamàrre ar. tammar ('venditore di datteri') "persona rozza", vàrde ar. barda'a ('sella da carico') "barda". Quest'ultimo termine si riscontra in tutta la Daunia, mentre in Terra di Bari è nettamente prevalente la parola mmàste / mbaste "basto", derivante dal lat. BASTU(M).

#### Dialetti dei Monti Dauni
Se ne distinguono due varietà fondamentali, quella dauno-sannitica a nord e quella dauno-irpina a sud, separate l'una dall'altra da un'isola linguistica
francoprovenzale (o arpitana) localizzata nell'alta Valmaggiore.
Il dialetto dauno-sannitico si parla nei comuni della Daunia situati nel settore settentrionale dei Monti della Daunia. Esso mostra alcune affinità con i dialetti dell'area nord-garganica, ma è stato significativamente influenzato dal dialetto lucerino che conserva talune peculiarità dovute alla presenza nel Medioevo dell'insediamento arabo di Lucera.
Questo dialetto, in cui rientrano, tra gli altri, Castelnuovo della Daunia, San Marco La Catola, Celenza Valfortore, Pietramontecorvino, Alberona, è caratterizzato da:
- conservazione della vocale tonica A (case "casa", pane, sale, frate lat. FRATE(R) "fratello"), tranne nelle zone limitrofe.
- assenza di metafonia per la E e la O brevi latine (péde "piede" e "piedi", bbóne "buona, buone" e "buono, buoni"), che è però presente in centri come Biccari e Motta Montecorvino (púorce "porci", píede "piedi"[20]).

Il dialetto dauno settentrionale conserva in genere la geminata latina -LL- (galle GALLU "gallo"), mentre gli affini dialetti del Gargano settentrionale, tranne Peschici (iàlle), Apricena e Lesina, presentano l'esito -dd-: (Rodi Garganico) gàdde.
Il dialetto di Volturino – come di San Marco in Lamis nel Gargano – presenta condizioni che richiamano quelle dell'area sannitica, con la tipica metafonia «sabina»: mése - mise "mese, -i", pède - péde "piede, -i", nòue - nóue "nuova, -o", cónde - cùnde "io conto, tu conti".
Il dialetto di Alberona ha staḍḍe con -ḍḍ- che suona come a Lecce, ma anche come nelle aree limitrofe dell'Appennino campano (a San Giorgio la Molara, ad esempio). Potrebbe anche trattarsi di una spia della spinta fin l’entroterra pugliese dei Bizantini; in effetti ad Alberona, così come nella parte più meridionale della provincia, la "culla" si chiama nàche, parola di origine greca del tutto assente nel resto della Daunia.
Il dialetto dauno-irpino
è parlato invece più a sud, ai confini con l'Irpinia, nei paesi dei monti Dauni attraversati dall'antica via Appia Traiana e dalla medievale via Francigena.
Già in epoca pre-romana tali territori costituivano la fascia di confine tra Sannio e Apulia mentre nell'Alto Medioevo essi furono lungamente contesi fra il Ducato di Benevento e l'Impero bizantino. Tale particolare parlata mostra pertanto evidenti caratteri di transizione con il dialetto irpino e, più specificatamente, con il vernacolo arianese.
Il dauno-irpino, stando ai centri investigati dal Melillo, sembra caratterizzato da:
- palatalizzazione della vocale tonica A, di vario grado: (Castelluccio dei Sauri) fäme – con ä (=/æ/) suono di a che tende a e–, (Stornarella) attäne "padre", (Bovino) sfaccéte. Tale caratteristica è però assente lungo una stretta fascia di confine con l'Irpinia: (Roseto Valfortore, Panni, Anzano, Candela) fame.
- metafonia di Ĕ ed Ŏ: (Castelluccio dei Sauri, ma anche Castelluccio Valmaggiore) puórche "porci", aniélle, múorte, (Bovino) grúosse, vetíedde, (Stornarella) grússe, aníelle, (Candela) puórce, nguólle "addosso", vuvetiélle "vitello".

Nel Gargano settentrionale, nel Subappennino a nord di Lucera, e nel dauno-irpino a sud della linea immaginaria che unisce Bovino a Candela la "culla" deriva il suo nome dal latino: (Sant'Agata di Puglia) cònnela CUNULA dim. di CUNA.

#### Dialetti del Tavoliere
Nel Tavoliere delle Puglie si possono distinguere i dialetti del Tavoliere settentrionale (tra i quali rientra il sanseverese) e quelli del Tavoliere meridionale (tra i quali rientra il cerignolano), con una zona centrale caratterizzata dalla presenza del lucerino e del foggiano.
Il dialetto sanseverese si parla nella città di San Severo e nei centri limitrofi. Presenta alcuni caratteri di transizione con i dialetti garganici settentrionali.
Il dialetto lucerino ha la particolarità di essere un idioma comunale, ossia è parlato nella città di Lucera (capoluogo della provincia di Capitanata fino al 1806). Per via del ruolo centrale assunto da Lucera dall'età classica in poi, esso ha influenzato le aree limitrofe come si evince dai confronti con i più vicini dialetti. Tuttavia, conserva talune peculiarità dovute alla presenza nel Medioevo dell'insediamento arabo di Lucera.
Il dialetto foggiano è ascrivibile non oltre la città di Foggia (capoluogo della provincia omonima dal 1806). Questo vernacolo deriva dalla contaminazione di varie parlate anche non regionali, in quanto la città era sede della regia dogana nonché capolinea di una vasta rete di tratturi e tratturelli, le antiche vie della transumanza che giungevano fino in Abruzzo.
Il dialetto cerignolano si parla nella città di Cerignola e nei centri limitrofi. Presenta alcuni caratteri di transizione con i dialetti dell'area apulo-lucana.
I dialetti del Tavoliere sono caratterizzati da:
- palatalizzazione della vocale tonica A in sillaba libera di parola piana: (Foggia) câne "cane", (San Severo) frète "fratello". Ma non ovunque: alle falde del Subappennino vi sono centri (come Lucera) che la conservano in ogni posizione (grane, stalle, candà[26]). Nel sud del Tavoliere, per esempio a Cerignola, si può avere palatalizzazione (ammettseiè "viziare") e frangimento della vocale (kòine "cane"), che però persiste in sillaba chiusa (stadde "stalla").[27]
- metafonia (o dittongazione) anche per Ĕ e Ŏ: péde "piede" ma píede "piedi", bbóne "buona, buone" ma bbúene "buono, buoni".  I dittonghi discendenti íe e úe tendono a diventare monottonghi: píde "piedi" e fúche "fuoco". Nell'area settentrionale del Tavoliere, per esempio a San Severo, dove pure c'è péde - píde "piede - piedi", in genere manca la metafonesi della Ŏ: mòrte "morto" e "morti" (o persiste solo in qualche espressione cristallizzata: iastemà i múrte "bestemmiare i morti"[28]).
- frequente presenza di turbamento vocalico. A Lucera, per esempio, già nel 1925 il linguista Gerhard Rohlfs notava delle differenze particolarmente profonde nel vocalismo, fra la pronuncia di un anziano e quella di una ragazza di diciotto anni (in parentesi): meile (möle) "miele", noure (nere) "nuora", fúoche (fuche) "fuoco", seire (söre) "sera", sive (söve) "sebo", scroufe (scréufe) "scrofa", avulive (avulöve) "oliva".[29] Attualmente, se si eccettuano i monottonghi í e ú e la vocale A, tutte le altre vocali in sillaba libera di parola piana suonano /ö/: söre "sera", Luciöre "Lucera", vöte "volta", cöre "cuore", tenöme "teniamo", vöne "vino", löce  "luce", chiöse  "chiusa".

#### Dialetti del Gargano

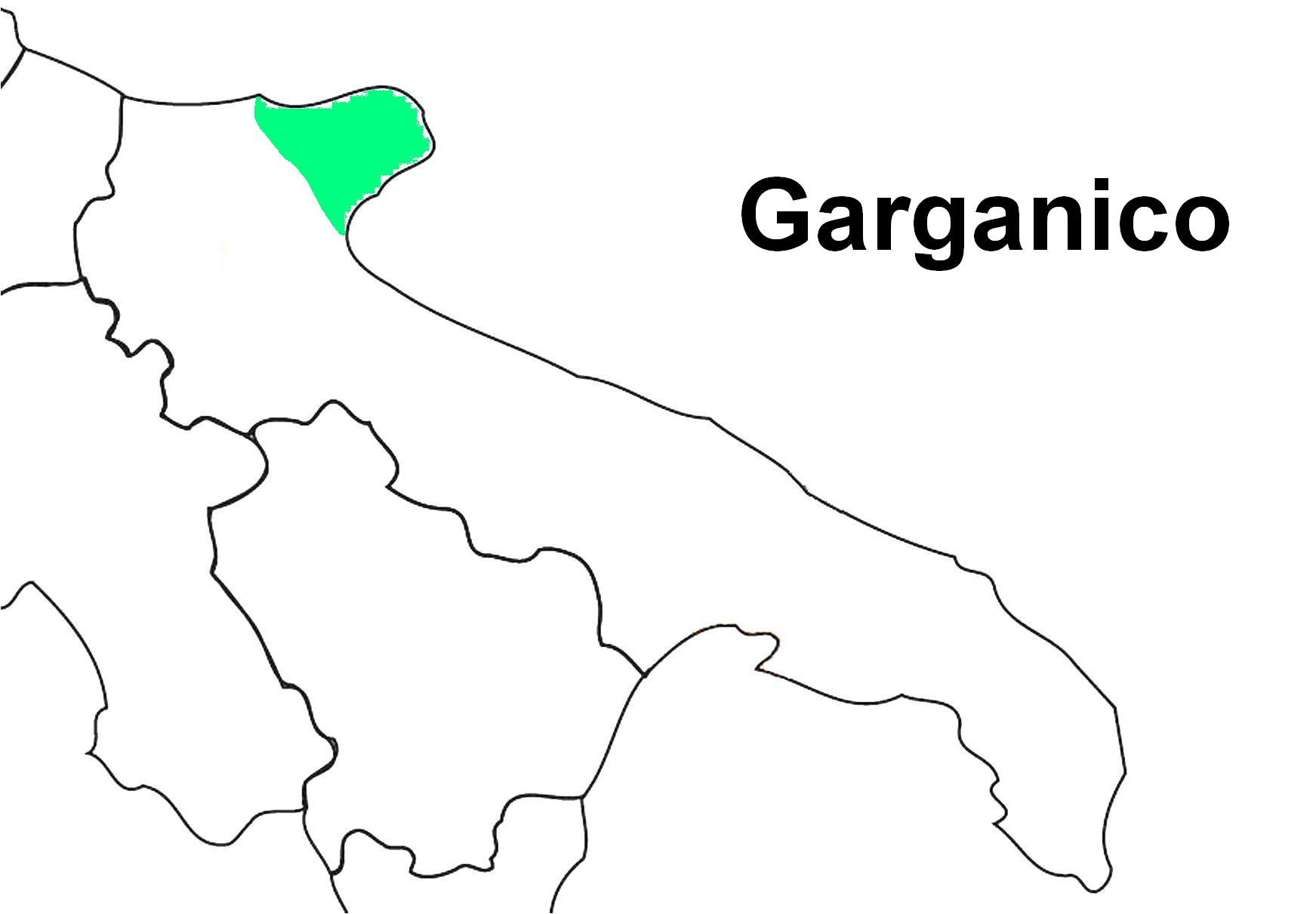
L'area garganica

Nel promontorio del Gargano si possono distinguere un tipo settentrionale, caratterizzato da assenza di metafonesi delle vocali latine Ĕ e Ŏ (péde "piede -i"; bbóne "buona -o"), e uno meridionale, caratterizzato da presenza di metafonesi (o dittongazione) delle vocali medio-basse (péte "piede" ma píete "piedi"; bbóne "buona -e" ma bbúene "buono -i"). Il tipo settentrionale presenta notevoli affinità con i dialetti parlati nel Subappennino dauno (tra l'altro, il fonema [ç] < FL di parole come [çorə] "fiore", anticamente presente a Peschici e in epoca contemporanea a San Marco in Lamis e soprattutto a Rignano Garganico, si ritrova in una decina di centri a ridosso del settore nord dei monti Dauni, da Celenza Valfortore a Volturino fino a Roseto Valfortore), mentre la varietà garganica meridionale ha da una parte i tratti tipici della parlata del vicino Tavoliere (a Manfredonia "andare" suona iì) e dall'altra una fonetica che risente molto dell'influsso dei dialetti centrali (a Monte Sant'Angelo lo stesso verbo suona šì), al punto, per esempio, che un paese come Mattinata presenta un vocalismo sostanzialmente sovrapponibile a quello della maggior parte dei centri apulo-baresi.
Dialetti garganico-meridionali sono parlati a Monte Sant'Angelo, Mattinata, Manfredonia e Vieste, accomunati anche dalla palatalizzazione della A (péne "pane", Vieste chese "casa"); tipici dialetti garganico-settentrionali sono invece parlati a Peschici, Rodi Garganico, Ischitella, Cagnano Varano, San Nicandro Garganico, Apricena e Lesina, dove la A è invece conservata (mare, attane "padre"), se si eccettuano Apricena e Rodi Garganico (pène). Peschici, ultimo centro in cui è diffusa la variante settentrionale, in un contesto di gadde, uadde, iadde, adde "gallo" è inoltre l'unico centro garganico (a parte Lesina e Apricena) a conservare l'esito -ll- < -LL- (jalle). La distinzione non è tuttavia così netta, avendo la transumanza abruzzese lasciato tracce considerevoli in paesi, ad esempio, come San Marco in Lamis e San Giovanni Rotondo. Tra l'area settentrionale e quella meridionale si può riconoscere una zona di transizione che assume una qualche fisionomia per il tratto caratteristico della metafonesi cosiddetta "sabina", presente a Vico del Gargano per il plurale, verosimilmente a San Giovanni Rotondo per la Ŏ, sicuramente a San Marco in Lamis e forse anche a Rignano Garganico. A San Marco in Lamis si dice infatti: bbòna "buona" e bbòne "buone" ma bbóne "buono -i"; pède "piede" ma péde "piedi". La palatalizzazione della A in questa zona è assente o relativamente recente (San Giovanni Rotondo e Vico del Gargano päne).
I paesi interni (San Marco in Lamis, San Nicandro Garganico, Cagnano Varano e San Giovanni Rotondo), contrariamente a tutti gli altri centri del Promontorio, conservano ancora la -a finale. Va detto poi che Poggio Imperiale è caratterizzato da una fenomenologia tipologicamente campana, essendo stata fondata nel XVIII secolo dal principe napoletano Placido Imperiale, che vi insediò coloni provenienti soprattutto dal Sannio e dall'Irpinia: a differenza dei centri vicini, infatti, è presente la metafonesi "sabina" per il maschile singolare, ed inoltre le vocali toniche sono pronunciate in maniera molto simile a quanto accade in gran parte della Campania, cioè senza isocronismo sillabico. Infine, Peschici e Vico del Gargano sono due centri che, durante l'Alto Medioevo, ospitarono due antiche colonie slave (da secoli scomparse), e nei quali, oltre a una cinquantina di voci di chiara origine serbo-croata, persiste una particolare cadenza, unica di questi due centri, che potrebbe essere riconducibile ad una qualche influenza fonetica relativa alla prosodia slava.

### Dialetti appulo-baresi

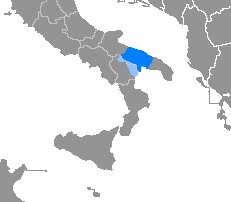
Zona dei dialetti centrali

Tali varianti diatopiche italoromanze, al di là della comune origine latina, presentano un sostrato peuceta (lingua di probabile origine illirica, ma profondamente influenzata dall'osco e dal greco) e, come qualsiasi altra varietà linguistica, influenze di superstrato, derivanti, oltre che dalle restanti varianti italoromanze, anche da altre continuità linguistiche neolatine (come quelle galloromanze ed iberomanze) e non romanze (principalmente greco-bizantine); le quali, in alcuni casi, hanno contribuito a caratterizzarne l'inflessione per molti incomprensibile, soprattutto in relazione al livello fonetico dell'analisi linguistica.
Il territorio sul quale insistono i suddetti dialetti comprende la città metropolitana di Bari, parte della provincia di Barletta-Andria-Trani (eccetto Trinitapoli, in cui il dialetto è affine a quello del tavoliere meridionale), alcuni paesi del Brindisino, seppur storicamente afferenti alla Terra di Bari (Fasano e Cisternino) e del Tarantino (Martina Franca, Mottola, Castellaneta, Ginosa e Laterza) confinanti con la provincia barese. A nord ha zone d'influenza nella provincia di Foggia, dove però si parlano i dialetti dauno-appenninici e garganici. A ovest si diffonde anche nella provincia di Matera, il cui dialetto non presenta evidentissime differenze con quelli della fascia centrale, soprattutto nella cadenza melodica; a sud arriva in prossimità della soglia messapica (una linea ideale che va da Taranto ad Ostuni passando per Villa Castelli e Ceglie Messapica), oltre la quale si parla il salentino. Alcune caratteristiche sono riscontrabili anche nella zona settentrionale della provincia di Potenza, precisamente in alcuni comuni del Vulture-Melfese (Venosa, Rionero in Vulture, Atella, Melfi) e in quelli della zona ofantina (Lavello, Montemilone). Da precisare che riferendosi al dialetto barese si indica il dialetto specifico della città di Bari.
Un fenomeno fonetico distintivo dei dialetti centrali è il frangimento vocalico, da cui deriva una straordinaria varietà di esiti, di cui vengono riportati solo alcuni esempi a titolo esemplificativo: (Trani) améiche "amico", patrèune "padrone, zappatàure, (Ruvo di Puglia) fòuse "fuso", vestéite "vestiti", uagnìune "ragazzi". Fenomeno che è però diffuso anche in Daunia: (San Giovanni Rotondo) vermenàuse "verminosa", (Vico del Gargano) stasciàune "stagione", Våiche "Vico" – con å (=/ɒ/) suono di a che tende a o –; e nell'Abruzzo-Molise: (Agnone) crèuce "croce", sespòire "sospiro"; ma che è del tutto assente in Terra d'Otranto.
Il dialetto di Altamura, qui in trascrizione semplificata, si caratterizza per il dileguo quasi totale della /ə/ finale, dove la distinzione di genere o di numero è affidata esclusivamente alla metafonesi (majs "mese" - mijs "mesi", apért "aperta -e" - apirt "aperto -i", ssolt "sciolta -e" - ssélt "sciolto -i", nàuš "noce" - nùuš "noci") o all'alternanza di tipo analogico, per esempio, dell'esito regolare résp "rospo, rospi", successivamente rifatta su quella di dénd "dente" - dind "denti", in résp "rospo" - risp "rospi".
Partendo dalle sette vocali protoromanze, in relazione alla posizione della sillaba nella parola (e della parola nel sintagma) nel dialetto di Bitonto, per esempio, in conseguenza del frangimento vocalico si arriva a un numero quasi doppio tra vocali e nessi vocalici. Per Bitonto, aggiornando la e atona (= e) del lessico utilizzato dal dialettologo Clemente Merlo, si hanno:
òi, ì < Ī′ in zòite "zita, ragazza da marito" (ma zite de ll'ùcchie "pupilla", ossia "bambina dell'occhio", perché l'accento principale cade su ùcchie), spòiche "spiga, veddòiche "ombelico", sciòie "andare", fòiche "fico" (ma fiche-d-ìnie "fico d'India"), stigghie *(TE)STILIA "attrezzi", dìscete "dito".
ìu, ù < Ū′ in pìupe PUPA "bambola", chiìue "più" (ma chiù brutte "più brutto"), angùdene "incudine".
èu, à < A′ in chèupe "testa", frèute "fratello", fèufe "fava", dèue "dare", gàvete GABATA "trogolo".
ài, è < Ē′ Ĭ′ in cràite "creta", facètue FICEDULA "beccafico" – òi, ì in metafonesi: pòile "pelo", titte "tetto.
àu, ò < Ō′ Ŭ′ in làupe LUPA, nauce NUCE, vòtte "botte", còteche "cotica" – ìu, ù in metafonesi: gnùte "nodo", gùvete CUBITU "gomito".
èi, è < Ĕ′ in pèite "piede", <scemmènde "giumenta" – ìi in metafonesi: mìrre MERU "vino", scìle "gèlo", lìtte "letto".
òu, ò < Ǒ′ in ròute ROTA, tòrce TORCERE, mòu MO(DO) "ora" – ùu in metafonesi: stùle "stuolo", cùtte "cotto".

## Gruppo di transizione apulo-salentino
Sebbene la distinzione tra dialetti pugliesi settentrionali e dialetti salentini segua una linea piuttosto netta che corre a sud delle città di Taranto, Villa Castelli, San Michele Salentino, Ceglie Messapica e Ostuni, le varietà dialettali parlate lungo questa demarcazione (indicata spesso con il termine soglia messapica) presentano nel lessico o nei costrutti caratteristiche di transizione tra il dialetto barese e il salentino. Per cui l'ipotesi di classificarli all'interno dei dialetti pugliesi settentrionali, sebbene abbastanza diffusa, non è universalmente accettata.
Fanno parte di questo gruppo di transizione i seguenti dialetti:
- Dialetto tarantino, parlato a Taranto e, con qualche variante, nei paesi limitrofi di Massafra, Palagiano, Montemesola, Statte, Crispiano e Leporano;
- Dialetto cegliese, parlato a Ceglie Messapica, a Villa Castelli e San Michele Salentino;
- Dialetto ostunese

### Dialetto tarantino

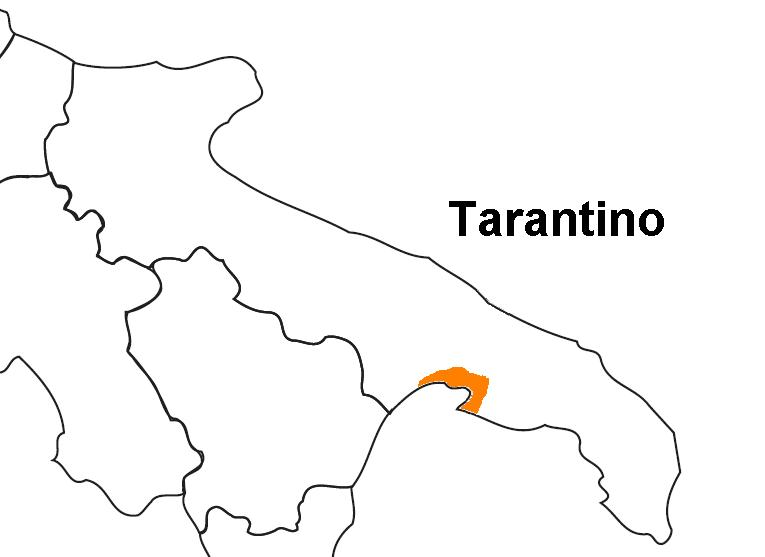
Dove è parlato il tarantino

Il dialetto tarantino ha la particolarità di essere un idioma comunale, ossia la sua variante più pura è parlata esclusivamente entro i confini della città di Taranto. Esso, tuttavia, influenza significativamente la parte settentrionale dell'omonima provincia formando le varianti delle città di Crispiano, Palagiano, Massafra e Statte. A est del capoluogo, già a San Giorgio Ionico, viene parlato un dialetto salentino di variante brindisina, comune a tutta la zona settentrionale del Salento. A sud, invece, il tarantino influenza significativamente il dialetto della frazione di Talsano, e infine fa sentire i suoi ultimi influssi a Leporano, che risulta essere il centro più meridionale di tutta la Puglia in cui è attestata la vocale indistinta scevà /ə/, ed in cui comunque la pronuncia vocalica assume già caratteristiche salentine.
La colonizzazione degli antichi Greci ha lasciato una notevole eredità linguistica, sia lessicale che morfo-sintattica, ancora oggi evidente in parole come celóne < χελώνη "tartaruga", céndre < κέντρον "chiodo", ceràse < κεράσιον "ciliegia", mesàle < μεσάλον "tovaglia", àpule < απαλός "molle", tràscene < δράκαινα "tipo di pesce". Poi la città diventò romana, introducendo vocaboli di origine latina: dìleche < DELICUS "mingherlino", descetare < OSCITARE "svegliarsi", gramare < CLAMARE "lamentarsi", mbìse < IMPENSU "impiccato", nderàme < INT(E)RAMEN "interiora", sdevecà < DEVACARE "svuotare", alà < HALARE "sbadigliare". Notevole la perifrasi pleonastica, in comune con i dialetti centrali pugliesi, del verbo scére / scì con il suo gerundio (lat. medievale(G)IRE) per indicare semplicemente il verbo "andare". Successivamente il lessico tarantino si arricchì di termini di origine lomgobarda (sckìfe < skif "piccola barca", ualàne < wald "bifolco"). Con l'arrivo dei Normanni nel 1071 e degli Angioini fino al 1400, la lingua si arricchì di parole francesi come fesciudde < fichu "coprispalle" o accattare < achater "comprare", con affievolimento della i atona nella cosiddetta "e muta".
Nel Medioevo, la città passò sotto il dominio saraceno con la conseguente introduzione di vocaboli arabi, tra cui ghiaùte < tabut "bara" e mašcarate < mascharat "risata". Nel XV secolo Taranto cadde sotto il dominio della Corona d'Aragona, dalla quale vi giunsero alcuni prestiti linguistici castigliani (ad esempio: marange < naranja "arancia", suste < susto "tedio, uggia").  A partire dalla prima metà del XVI secolo, il volgare toscano, ossia, l'italiano standard, (presente già da tempo in contesti letterari, di studio e relativi alla cancelleria, insieme al latino), come nel resto del Regno di Napoli, sostituì definitivamente il latino in qualità di lingua ufficiale dell'amministrazione.
Particolare – ma non esclusivo del tarantino – è il dittongo ue < Ŏ (sciuéche "gioco", fuéche "fuoco", muédde "molle", muérte "morto"), già presente nell'antico romanesco popolare del XIV e XV secolo (lueco, fuego, cuerpi) e nel napoletano letterario, per esempio nel «Pentamerone» di G. Basile (uerco "orco", cuerpo, uecchie "occhi"), e oggi diffuso da Lecce (puèrcu, muèrtu, cuèru "cuoio") fino a nord di Bari (puéte "puoi", puèrce "porci", cuèrne "corna"), dialetti in cui ue tende a ridursi a e quando si trova vicino a determinati suoni: (Lecce) sèni "tu suoni", lèku "luogo", sènnu "sonno", (Altamura) sénne (derivante dal frangimento vocalico dell'originario sùnne passato in suénne e per comodità di pronuncia a sénne) "sonno", néste (stesso ragionamento di nùste, nuéste, néste) "nostro", grésse (grùsse, gruésse, grésse) "grosso", léche "luogo".

## Gruppo dei dialetti meridionali estremi

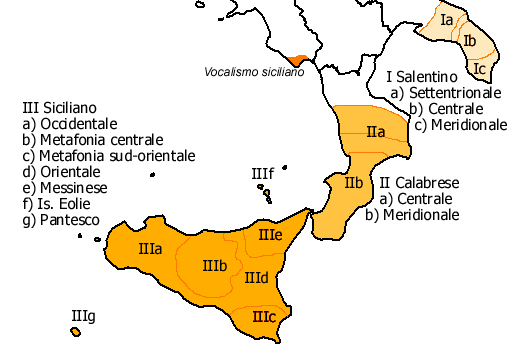
I dialetti pugliesi (I) nel sistema dei dialetti italiani meridionali estremi

Il gruppo dei dialetti meridionali estremi (anche chiamato gruppo siciliano) è un insieme di parlate romanze dell'Italia meridionale con caratteristiche fonetiche e sintattiche comuni, e con esperienze letterarie di prestigio legate agli sviluppi della lingua siciliana.
Tradizionalmente sono ascritti al gruppo siciliano i dialetti del Salento (l'intera provincia di Lecce, e le parti della provincia di Brindisi e Taranto a sud della soglia messapica), della Sicilia intera e della Calabria meridionale (a sud della Sila).
Occupano grossomodo l'area in cui la colonizzazione greca si è imposta stabilmente sulle popolazioni osco-italiche o messapiche (Velia, Calabria antica, Italia antica), e ha costituito la maggioranza etnica fino alla conquista romana.

### Dialetto salentino
Il dialetto salentino è parlato nel Salento, e in particolare nell'intera provincia di Lecce ed al di sotto delle linea che corre a sud di Taranto, ed in provincia di Brindisi a sud di Villa Castelli Ceglie Messapica e Ostuni. Il dialetto salentino (salentinu) è una variante diatopica appartenente al gruppo dei dialetti italiani meridionali estremi e alla famiglia delle lingue italo-romanze, parlato nel Salento, in Puglia. Distinto dai dialetti pugliesi propriamente detti (appartenenti al gruppo italiano meridionale intermedio), è classificato fra le varietà di tipo meridionale estremo insieme ai dialetti parlati in Sicilia, nella Calabria centro-meridionale e nell'estremità più meridionale del Cilento. La storia dei dialetti salentini, di sostrato greco, è molto complessa ed articolata, presentando, come ogni altra varietà linguistica, influenze di superstrato derivanti, oltre che da quelle italoromanze, anche da altre continuità linguistiche neolatine e non romanze (principalmente ellenofone); di tali influenze di superstrato abbiamo testimonianze soprattutto a livello lessicale e nell'onomastica (specialmente derivanti dal greco antico e dal greco bizantino). Le comunità ellenofone diedero vita, per secoli, ad una sorta di area bilingue, di cui oggi abbiamo ancora testimonianza nell'area della Grecìa salentina.

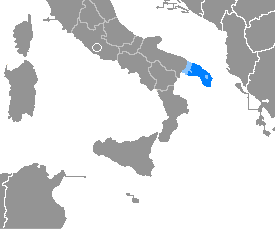
Dove è parlato il dialetto salentino

La distinzione tra il dialetto barese e il salentino si ritrova soprattutto nella fonetica: il dialetto pugliese tende a rendere sonori i gruppi latini come nt, nc, mp in nd, ng, mb come le s in z, mentre il dialetto salentino li conserva intatti.
Il salentino si divide in tre zone linguistiche principali:
- il salentino settentrionale, parlato nella maggior parte della provincia di Brindisi (Brindisi, Francavilla Fontana, Carovigno San Vito dei Normanni, Mesagne, Oria, Latiano, Erchie, Torre Santa Susanna...) e nella parte salentina della provincia di Taranto (Grottaglie, Pulsano, San Giorgio Ionico, Maruggio, Lizzano, Manduria, Sava, Avetrana...);
- il salentino centrale, parlato in gran parte della provincia di Lecce e nella parte meridionale della provincia di Brindisi;
- il salentino meridionale, diffuso dalla linea Gallipoli-Maglie-Otranto fino al capo di Santa Maria di Leuca. A questo sistema appartiene anche il dialetto gallipolino, parlato nell'area intorno a Gallipoli, che tuttavia presenta alcune caratteristiche comuni con il salentino centrale e settentrionale.

Il vocalismo salentino si basa, come il siciliano, su un sistema pentavocalico a tre gradi, mancando in esso le vocali protoromanze chiuse é e ó. Nel Salento infatti Ī, Ĭ, Ē dànno sempre i e Ō, Ŭ, Ū sempre u, mentre Ĕ e Ŏ, possono, per esempio a Cellino San Marco, andare incontro a dittongazione metafonetica (da Franco Fanciullo, semplificando la grafia):
Ī, Ĭ, Ē: figghiu / figghia “figlio -a”, chiantime “semenza”, nie “neve”, pipe “pepe”, cišta “cesta”, ricchia “orecchia”, mbiu “bevo”.
Ĕ: pète “piede” (pièti “piedi”), pèrdu / pèrde “perdo -e” (pièrdi “perdi”), rèšta “selvatica” (rièštu *AGRESTU “selvatico”).
Ŏ: nòa “nuova” (nuèu “nuovo”), òsse “ossa” (uèssu “osso”), pòrtu / pòrta “porto -a” (puèrti “porti”), nòtte “notte” (nuètti “notti”).
Ō, Ŭ, Ū: sulu / sula “solo -a”, sule “sole”, utte “botte”, mmundu -i -a “mondo -i -a”, subbra “sopra”, luna “luna”.

## Minoranze linguistiche in Puglia

### Lingua francoprovenzale
Nei comuni di Celle di San Vito e Faeto (nei monti della Daunia) resiste una piccola minoranza francoprovenzale, attestata almeno dal 1566: sebbene la sua origine non sia stata accertata, secondo alcune ipotesi potrebbe essere correlata al mancato ritorno in Francia delle truppe chiamate da Carlo I d'Angiò nel 1266 e 1274 per rafforzare la sua guarnigione nella fortezza di Lucera e per fornire appoggio militare e logistico alla fortezza di Crepacore. Secondo un'altra ricostruzione, si tratterebbe invece dei discendenti di una piccola comunità valdese emigrata nel XV secolo per sfuggire alle persecuzioni. Al gruppo francoprovenzale appartiene il dialetto faetano.

### Lingua arbëreshe
L'arbëreshe è parlato a San Marzano di San Giuseppe in provincia di Taranto, dove si affianca al locale dialetto, e a Casalvecchio e Chieuti nella provincia di Foggia; ha affinità con la lingua albanese del ceppo tosco. È stato importato dai profughi albanesi minacciati dai turchi ottomani che avevano invaso e occupato l'Albania. In passato l'arbëresh era parlato anche in altri comuni della provincia di Taranto quali Faggiano, Carosino, Monteiasi, Montemesola, Monteparano, Roccaforzata, San Crispieri (frazione di Faggiano) e San Giorgio Ionico.

### Lingua grika
Il griko è parlato nei comuni a sud di Lecce e dagli antichi insediamenti Greci nella Grecia salentina.
L'area salentina di lingua grecanica comprende nove comuni: Calimera, Castrignano de' Greci, Corigliano d'Otranto, Martano, Martignano, Melpignano, Soleto, Sternatia, Zollino. Gli abitanti di questi nove comuni sono poco più di 40.000.